# Just Kidding
Just Kidding (Just Kidding) è un reality show a telecamera nascosta di produzione canadese, presentato da Zack Fox. Il programma è andato in onda in prima visione su Disney XD dal 19 novembre 2012, mentre in Italia è stato trasmesso su Disney Channel dal 24 dicembre 2012. La serie coinvolge dei ragazzi che fanno scherzi ai passanti, come fare esplodere degli oggetti o farli spaventare, per poi mostrare loro la telecamera.

## Attori
- Antione Olivier Pilon
- Blackys-Preston Sappo Biandé
- Brandon Saint-Jacques Turpin
- Célina Noguera
- Delia Lalande
- Éléonore Lagacé
- Gabrielle Shulman
- Jérémy Therrien-Watt
- John Burton Churchill
- Nicolas Laliberte
- Sofiane Laliberte
- Marjorie Lajoie
- Tristan Poirier
- Minji Suh
- Giuliana Desrochers
- Rafaela Mazzone
- Olivia Meza
- Tayna V. Lavoie
- Isabella Rachiele
- Tristan Pernot
- Felix Kjellberg
- Ricky Berwick
- Miles Legood
- Hulk Hogan